# Hoteliér (film)
Hoteliér je český dokumentární film z roku 2013. Jde o příběh herce Pavla Landovského, který se utápí v alkoholismu, a tak se jeho přátelé, mezi kterými jsou třeba Josef Abrhám, Jan Kačer, díky divadelní hře snaží o nabití pozitivní energie.
Snímek režíroval a jeho scénář napsal Josef Abrhám ml., pro kterého to byl první dokumentární film ve filmové distribuci.
Film v roce 2013 v českých kinech vidělo 859 diváků.

## Recenze
- ČSKR - 72.5%
- Recenze: Hoteliér - 80%
- Hoteliér – 65 %